# Offerle, Kansas
Offerle, Kansas (енгл. Offerle) град је у америчкој савезној држави Канзас.

## Демографија
По попису из 2010. године број становника је 199, што је 21 (-9,5%) становника мање него 2000. године.
| Група             | 2000.       | 2010.       |
| Белци             | 214 (97,3%) | 172 (86,4%) |
| Афроамериканци    | 0 (0,0%)    | 0 (0,0%)    |
| Азијати           | 0 (0,0%)    | 0 (0,0%)    |
| Хиспаноамериканци | 5 (2,3%)    | 27 (13,6%)  |
| Укупно            | 220         | 199         |